# The Little Sister (film 1914)
The Little Sister è un cortometraggio muto del 1914. Il nome del regista non viene riportato nei credit del film che, distribuito dalla Universal Film Manufacturing Company, uscì in sala nel settembre 1914.

## Produzione
Il film venne prodotto dalla Rex Motion Picture Company.

## Distribuzione
Distribuito dalla Universal Film Manufacturing Company, il film - un cortometraggio di una bobina - uscì nelle sale cinematografiche statunitensi il 24 settembre 1914.